# Io sono David
Io sono David è un film del 2003 scritto e diretto da Paul Feig e basato sul romanzo I Am David (originariamente pubblicato negli USA con il titolo North to Freedom) di Anne Holm. Il film è stato prodotto da Walden Media e Lions Gate Entertainment.

## Trama
Sette anni dopo la seconda guerra mondiale, un ragazzo di 12 anni di nome David fugge da un campo di lavoro stalinista in Bulgaria dove ha trascorso tutta la vita dopo essere stato portato via da sua madre. Parte per un rischioso viaggio in Danimarca, inizialmente credendo di essere in missione importante per consegnare una lettera, ma alla fine scopre che la "missione" era quella di riunirlo con sua madre, di cui ha ricordi distinti. Durante il suo viaggio, affronta il pericolo, la paura, la solitudine, la fame, le missioni ed incontra varie persone.
Johannes, suo amico e mentore nel campo, che lo prepara alla fuga, viene ucciso da una guardia, lasciando David a scappare da solo. David viene aiutato a fuggire da una guardia che gli dà una bussola e gli dice che deve andare a sud-ovest in Grecia, prendere una barca per l'Italia e infine andare a nord in Danimarca, un paese pacifico e neutrale. Da quando David è stato rinchiuso in un campo per tutta la vita, ha represso i sentimenti e non si fida di nessuno, e quindi si sente perso e disorientato nel mondo.
Durante il viaggio incontrerà persone che saranno gentili con lui ed altre persone che lo tratteranno male, ma soprattutto imparerà che ci si può fidare degli altri così come esprimere i propri sentimenti. Infine, con l'aiuto di persone buone di cui ha imparato a fidarsi, David si riunisce con sua madre in Danimarca.

## Accoglienza

### Critica
Il film ha ricevuto recensioni critiche miste e negative. Sulla base di 34 recensioni raccolte dal sito aggregatore di recensioni cinematografiche Rotten Tomatoes, il 38% della critica ha dato a Io sono David una recensione positiva, con una valutazione media di 5,2/10. Su Metacritic, il film ha un punteggio medio ponderato di 47 su 100 basato su 9 critici, indicando "recensioni contrastanti o medie". Roger Ebert del Chicago Sun-Times ha scritto: "Non potevo crederci un momento, e non mi sono mai identificato con il piccolo David."

### Incassi
Girato con un budget di 7 milioni di dollari,, il film ha incassato 288.552 dollari a livello nazionale in 226 sale. Nel resto del mondo, il film ha incassato 3.824 dollari. In totale il film ha incassato ai botteghini 292.376 dollari.

## Premi
Il film ha vinto numerosi premi nel 2003, tra cui il Crystal Heart Award al Heartland Film Festival, il premio per il miglior film del Queens Festival e il miglior film e attore più promettente per Ben Tibber. Ben Tibber non ha più recitato in un film.